# Herøy på Helgeland
Herøy på Helgeland é uma comuna da Noruega, com 61 km² de área e 1 748 habitantes (censo de 2004).